# Kaliber 45 (film 1994)
Kaliber 45 – amerykański kryminał z 1994 roku.

## Główne role
- Gil Bellows - Watty Watts
- Renée Zellweger - Starlene Cheatham
- Rory Cochrane - Billy Mack Black
- Jeffrey Combs - Dinozaur Bob
- Jace Alexander - Creepy Cody
- Ann Wedgeworth - Thaylene Cheatham
- Peter Fonda - Vergil Cheatham
- Tammy Le Blanc - Stripper
- Jack Nance - Justice Thurman

## Fabuła
Watty Watts to drobny kryminalista, który kocha dwie rzeczy - swoją pokręconą przyjaciółkę Starlene Cheatham i pistolet kaliber 45. Broń nigdy nie jest naładowana, nawet kiedy dokonuje napadów na supermarkety w Teksasie, gdyż wyznaje on zasadę: nigdy nie zabijać. Ale wszystko się zmienia. Dwaj gangsterzy Dinozaur Bob i Creepy Cody przypominają mu dość dosadnie, że jest winien ich szefowi 2 tysiące. Jego kumpel Billy Mack Black proponuje mu skok na sklep, w którym ma być 10 tysięcy.